# Wetgever (staatsrecht)
Wetgever (ook wel 'wetgever in formele zin') is een Nederlands staatsrechtelijk en politiek begrip voor de combinatie van regering (formeel: 'Kroon') en beide kamers van de Staten-Generaal, die de gezamenlijke bevoegdheid hebben wetten uit te vaardigen. Wetten kunnen enkel van kracht worden als alle drie de organen goedkeuring hebben verleend aan de wet in kwestie.
De wetgevende macht (Parlement) heeft de bevoegdheid om formele wetten te toetsen aan de Grondwet.
In België is de wetgever formeel de "wetgevende macht". Dit kan zowel het federale ministerie en parlement zijn, als een gemeenschaps- of gewestregering. Ook de gemeenschapscommissies kunnen wetgevend werk verrichten.